# Condado de Bear Lake
O Condado de Bear Lake é um dos 44 condados do Estado americano do Idaho. A sede do condado é Paris, e a sua maior cidade é Montpelier. O condado tem uma área de 2718 km² (dos quais 202 km² estão cobertos por água), uma população de 6411 habitantes, e uma densidade populacional de 2,5 hab/km² (segundo o censo nacional de 2000). O condado foi fundado em 1875 e o seu nome provém do Lago Bear.